# Culture en terrasses
 (septembre 2016).
Si vous disposez d'ouvrages ou d'articles de référence ou si vous connaissez des sites web de qualité traitant du thème abordé ici, merci de compléter l'article en donnant les références utiles à sa vérifiabilité et en les liant à la section « Notes et références ».

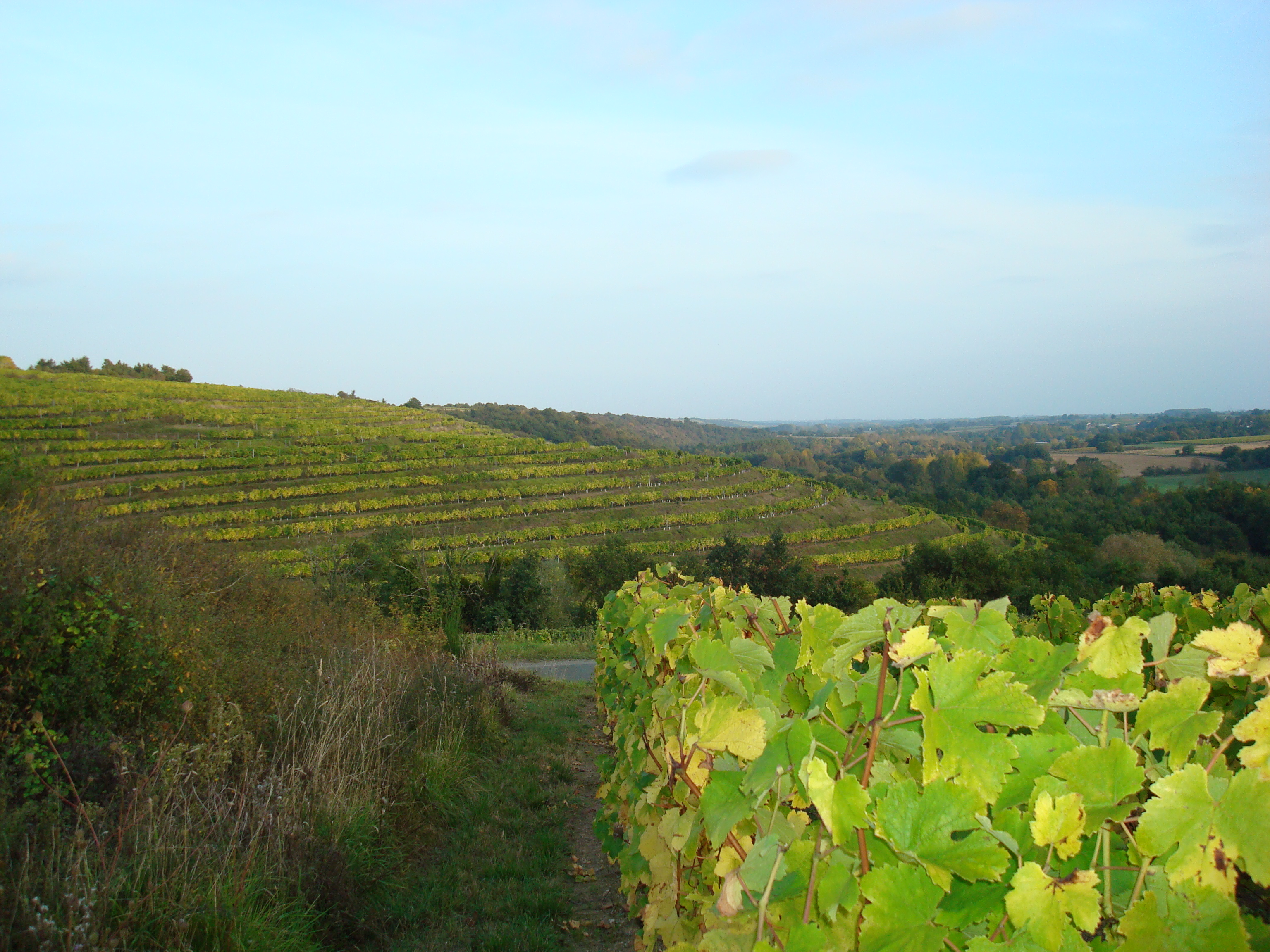
Vigne en terrasses dans les coteaux du Layon sur la commune de Bellevigne-en-Layon en Maine-et-Loire (France).

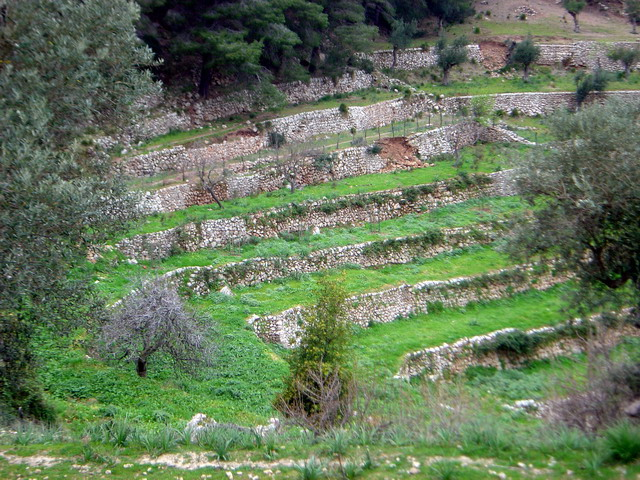
Terrasses agricoles soutenues (marjades en catalan) sur l'ile de Majorque (Espagne).

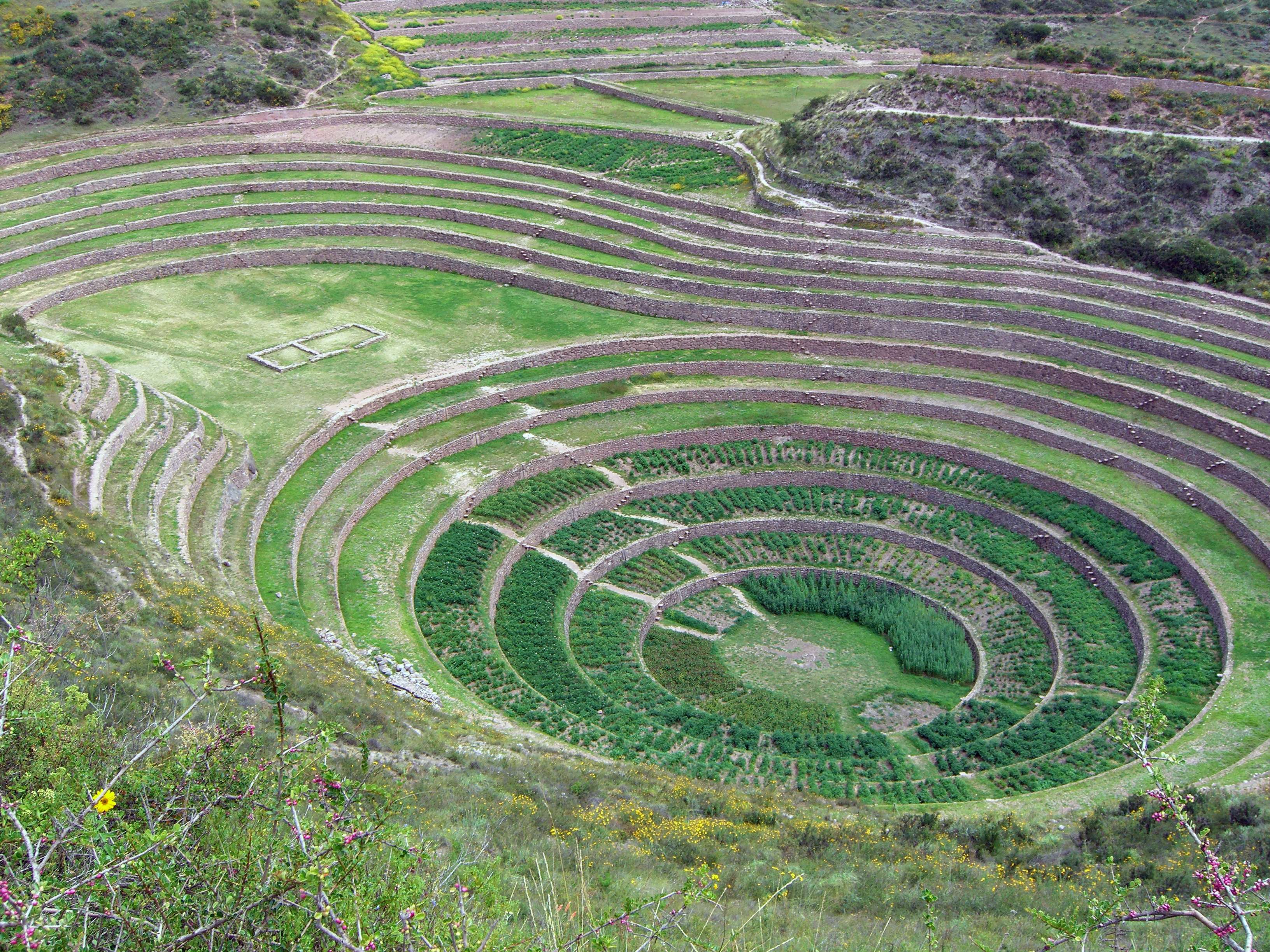
Terrasses agricoles de Moray au Pérou.

En agriculture, la culture en terrasses consiste à cultiver sur des terrains aménagés en terrasses ou planches horizontales étagées et soutenues par des murets de pierres ou par des levées de terre.

## Étymologie
« Terrasse » vient de l'ancien français terrace « boue, torchis »,.

## Structure de la terrasse
Une terrasse de culture est une surface horizontale aménagée sur un terrain en pente pour faciliter sa mise en culture, favoriser l'infiltration de l'eau dans le sol, lutter contre l'érosion et améliorer la fertilité du sol. On parle de « terrasse de culture » ou « terrasse agricole ».
La terrasse de culture fait généralement partie d'une série d'ouvrages similaires étagés sur un versant.
Une terrasse de culture peut être bordée en aval par différents dispositifs :
- un simple talus (dans le cas d'un versant peu pentu), talus qui sera soit herbeux soit revêtu d'un perré,
- un mur de soutènement (dans le cas d'un versant très déclive), mur généralement en pierres sèches.

La technique du mur de soutènement permet d'obtenir des planches plus étroites.

## Types d'agriculture en terrasses

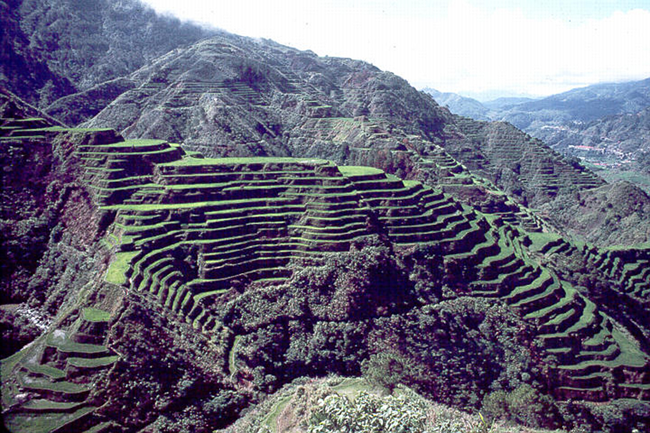
Rizières en terrasses, aux Philippines.

Elle se pratique dans des régions de moyenne montagne soit pour lutter contre l'érosion des sols, soit pour permettre l'irrigation par inondation.
On peut en distinguer deux grands types ; les rizières et les autres types de cultures.
Elles permettent d'augmenter la surface cultivable (labourable le plus souvent) dans des milieux pentus, et de mieux conserver l'eau. La culture en terrasse permet l'intensification du travail sur la parcelle, mais nécessite un entretien constant.
Le maintien de surfaces horizontales facilite en outre le travail de l'agriculteur qu'il s'agisse de travail du sol, de traitements ou de récoltes.
Cette technique de culture, qui se rencontre tant dans des régions tropicales humides que dans des régions de climat méditerranéen, est le plus souvent synonyme d'une forte densité de population agricole. Elle requiert en effet une main-d'œuvre abondante et des efforts constants, et tend à être abandonnée dans les régions les plus développées victimes de l'exode rural.

## En Europe
Des terrasses à murets existent dans plusieurs pays européens. En France, on en trouve dans de nombreuses zones montagneuses, notamment dans les Cévennes (bancèls) et sur les monts d'Ardèche (châtaigneraies en terrasses), en Provence où le paysage est modelé par les restanques. Des terrasses sur simples talus sont fréquentes dans divers massifs, par exemple dans les Vosges comtoises (Vosges saônoises en Haute-Saône et pays sous-vosgien dans le Territoire de Belfort), où elles sont appelées « planches ». On en trouve également dans des régions de moindre altitude, comme dans les coteaux dominant le Layon où elles sont cultivées en vigne.
En Europe (et donc en France), dans le cadre de l'éco-éligibilité de la nouvelle politique agricole commune (PAC), les « fossés » aux berges non artificialisées situés dans le territoire d'une exploitation agricole, ainsi que quelques autres éléments paysagers semi-naturels d'intérêt agroécologique et écologique (ex : prairies permanentes, bandes enherbées, lisières, bords de mares, bocage, arbres groupés, etc.) sont éligibles au dispositif des « surfaces équivalentes topographiques ».

## Terrasses et biodiversité
Sur les pentes très fréquentées par les grands herbivores un "profil en escalier" apparait naturellement peu à peu, moins vulnérable à l'érosion par le ruissellement et plus favorable à la constitution d'un sol riche en carbone, mais l'homme est la seule espèce à avoir appris à constituer des terrasses de zones humides cultivées (avec les rizières là où la pluviométrie le permet).
Une étude a porté sur la composition et la diversité des espèces de la couverture végétale des champs plusieurs groupes de terrasses abandonnées 30 à 40 ans plus tôt (sur l'île de Lanzarote, l'une des îles Canaries, où plus de 90% des champs en terrasses ont été abandonnés à Lanzarote au cours des 40 dernières années.
), en les comparant avec des parcelles témoins (pentes avec sols naturels sur substrat et avec une exposition comparables). Le nombre et la diversité d'espèces était significativement plus élevé dans les anciennes terrasses. La densité de la couverture végétale, et la diversité en espèces étaient significativement plus élevés dans les parcelles en terrasses que dans les parcelles témoins. Sur le total des espèces identifiées (41 dans ce cas), cinq n'étaient pas (ou pas encore) présentes dans les terrasses abandonnées, alors que seize n'étaient pas présentes dans les parcelles témoins. Un faible nombre de variables de l'environnement (température moyenne, précipitations annuelles et taux de sable dans le sol) se sont montrés prédictifs pour la répartition des espèces végétales et expliquent un léger gradient de préférences des champs abandonnés et des parcelles témoins.

Les auteurs en concluent que « maintenir ces terrasses est fondamental pour la restauration des champs abandonnés ».

## Photos

Culture en terrasses
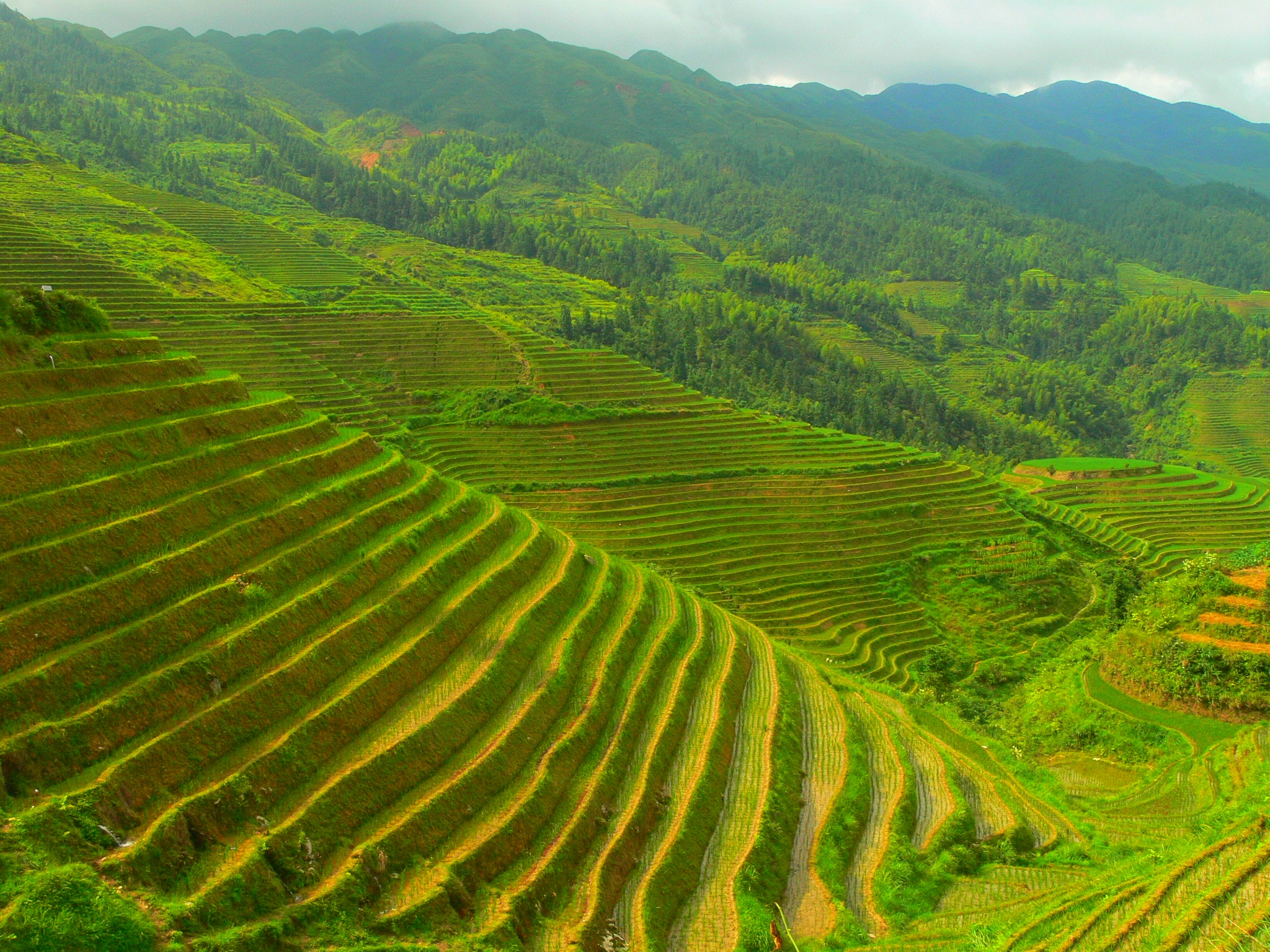
Rizières en terrasses de Longsheng en Chine
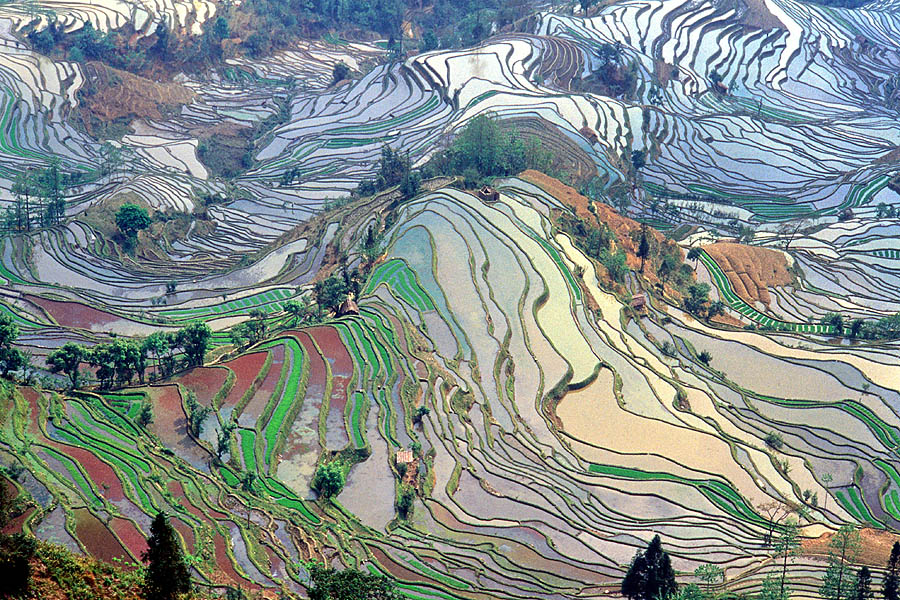
Rizières en terrasse des Hani de Honghe, Yunnan en Chine méridionale
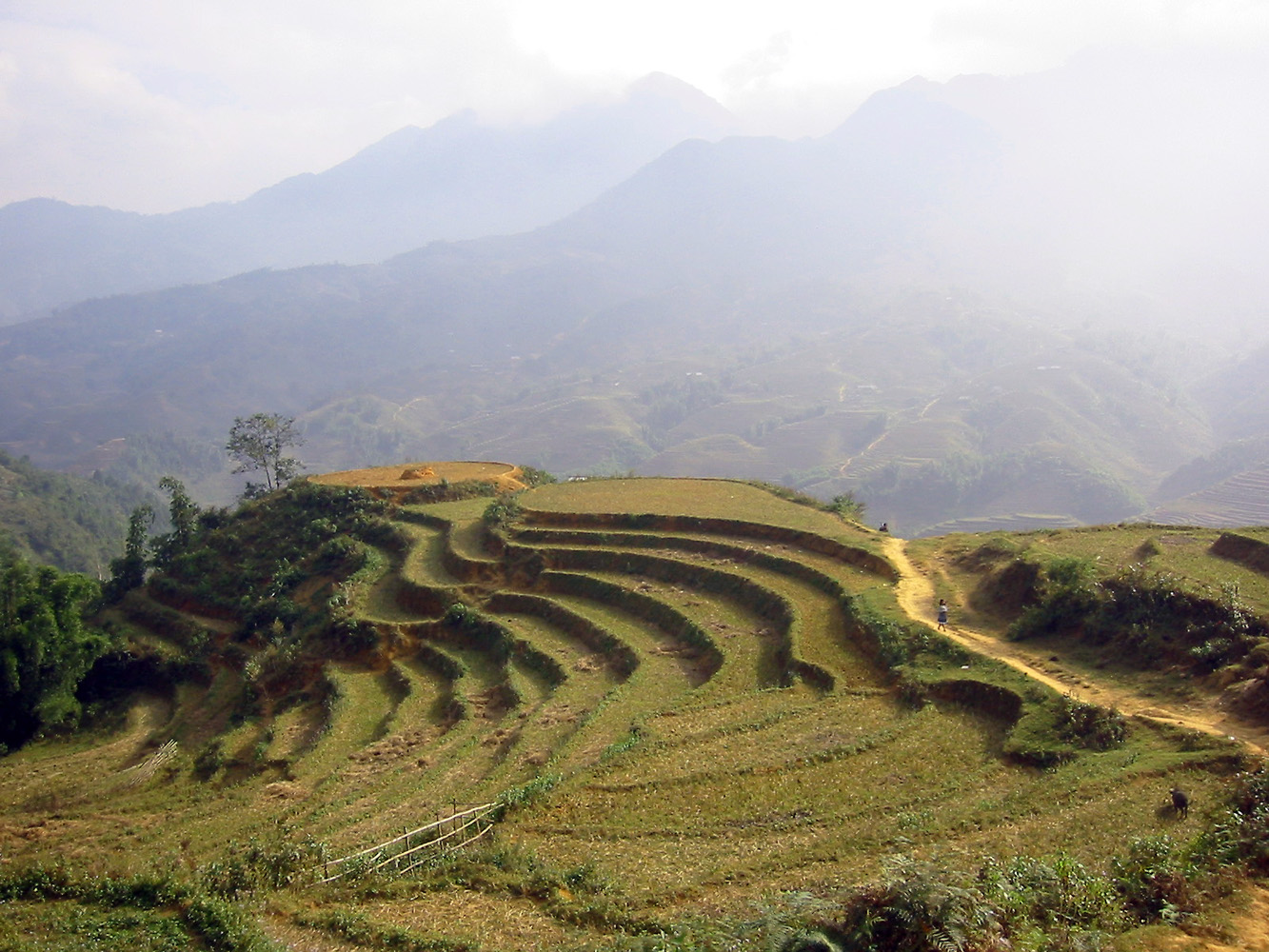
Terrasses à Sa Pa au Vietnam
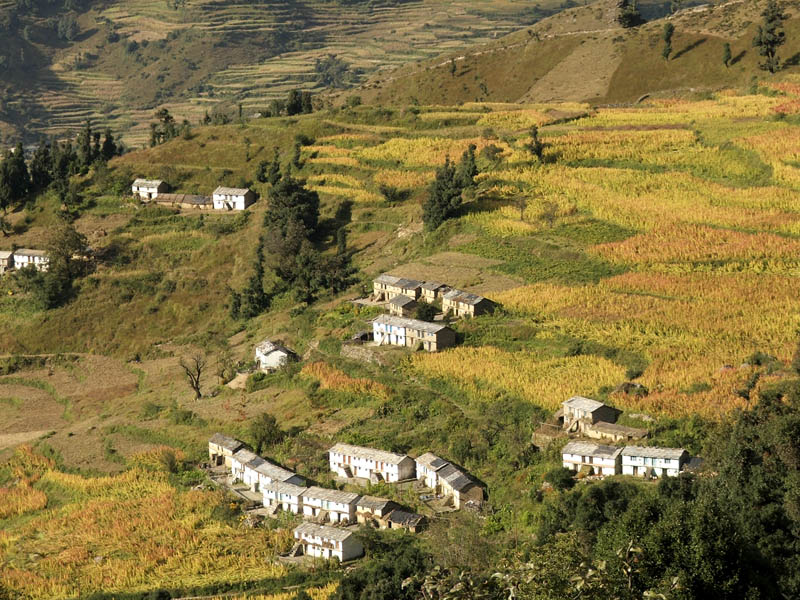
Terrasses à Bangali, village près de Nandaprayag, dans l'État himalayen d'Uttarakhand en Inde
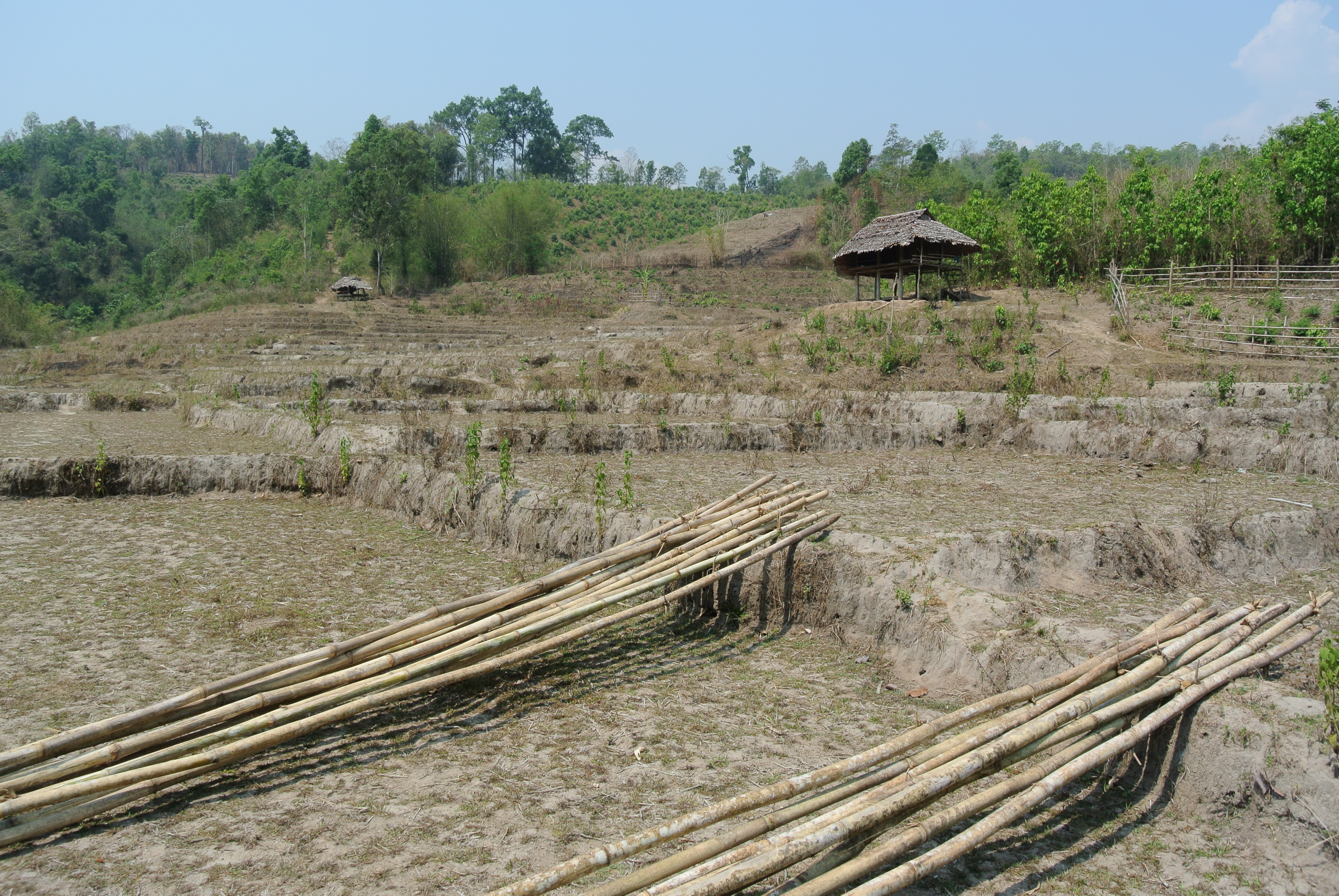
Terrasses dans le nord de la Thaïlande
- Terrasses de culture dans les Vosges belfortaines en 1947 et en 2014 ; la comparaison illustre la déprise agricole et l'enfrichement qui en résulte.
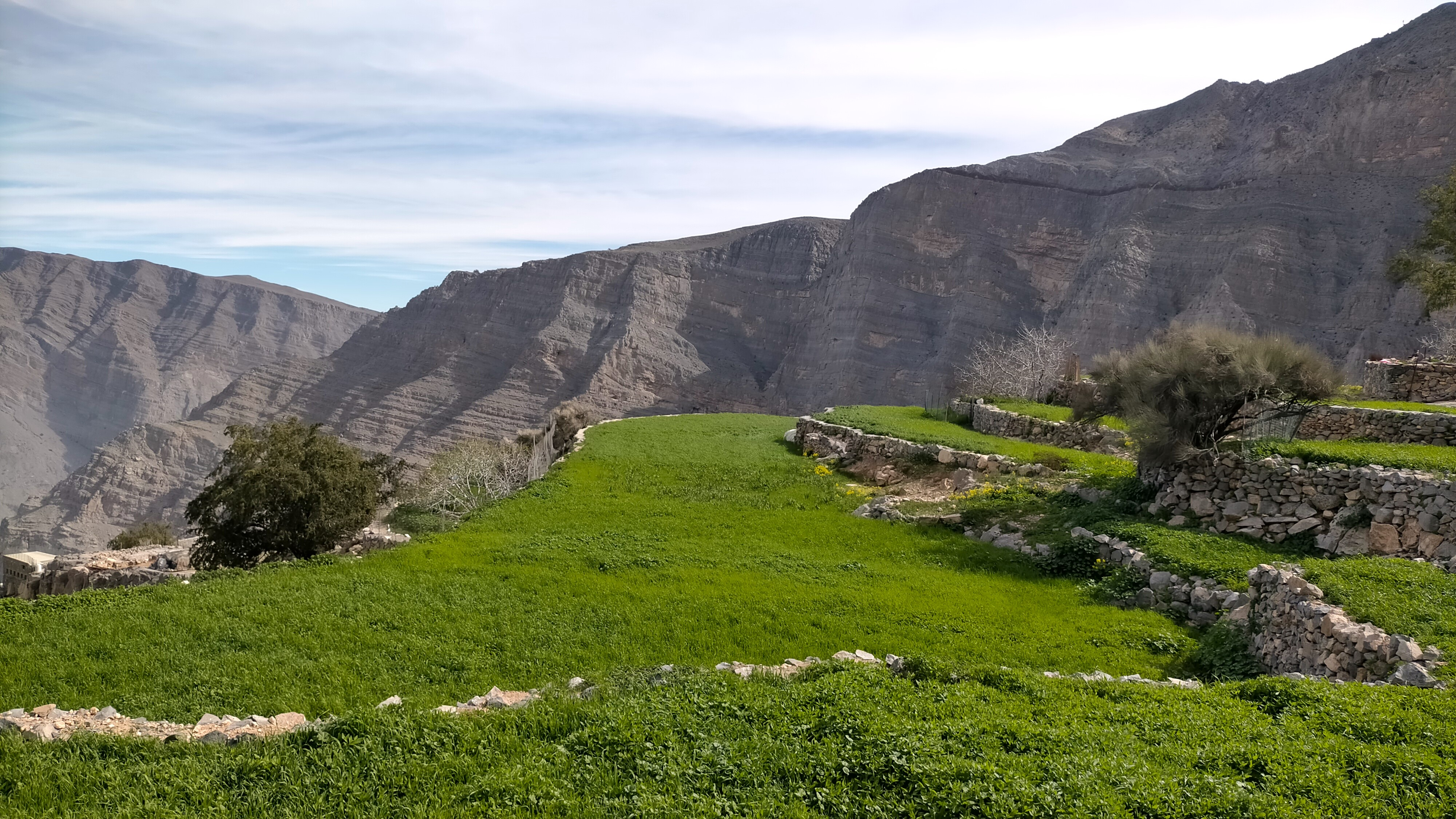
Terrasses de culture dans la partie supérieure du Wadi Barut - Barut Village. Ras el Khaïmah. Émirats arabes unis
Terrasses de Pisac (Pérou)